# Southia capnorhina
Southia capnorhina är en insektsart som beskrevs av Ronald Gordon Fennah 1980. Southia capnorhina ingår i släktet Southia och familjen Kinnaridae. Inga underarter finns listade i Catalogue of Life.